# عقدة أذنية
العقدة الأذنية هي عقدة لاودية صغيرة بيضوية مسطحة رمادية محمرة اللون تقع مباشرة تحت الثقبة البيضوية لقاعدة القحف في الحفرة تحت الصدغ.